# Wilhelm Sauer
Wilhelm Sauer (ur. 23 marca 1831 w Schönbeck, zm. 9 kwietnia 1916 we Frankfurcie nad Odrą) – niemiecki organmistrz czasów romantyzmu i późnego romantyzmu.

## Życiorys
Wilhelm Sauer wraz ze swoimi współpracownikami zbudował ponad 1100 organów, z których największe i najsłynniejsze znajdują się m.in. w berlińskiej katedrze (1903, IV/113), w kościele św. Tomasza (1888/1908, III/88) w Lipsku, a także w Hali Miejskiej w Görlitz (1910, IV/72).
Największe swego czasu organy świata we wrocławskiej Hali Stulecia (1913, V/200) nie zachowały się w swojej pierwotnej formie. Znaczna część tego instrumentu znajduje się dziś we wrocławskiej katedrze. Znakomicie zachowane organy firmy Wilhelma Sauera znajdują się również w płockiej bazylice, kościele pw. Przemienienia Pańskiego w Drezdenku, kościele parafialnym pw. św. Szczepana w Rożyńsku Wielkim koło Ełku (organy mechaniczne), kościele św. Trójcy w zachodniopomorskim Czaplinku, a także w kościele MB w Witnicy.
Drugą żoną Wilhelma Sauera była Anna, z domu Bauer (18 stycznia 1848–11 sierpnia 1924), córka właściciela browaru i rajcy miejskiego z Poczdamu.
Nagrobek Wilhelma Sauera znajduje się na terenie dawnego cmentarza w Kleistpark we Frankfurcie nad Odrą. Ze względu na przebudowy dokładna pozycja grobu nie jest pewna.

## Odznaczenia
M.in.:
- 1899: Order Orła Czerwonego (Prusy)
- 1899: Order Zasługi za Sztukę i Naukę (Saksonia-Meiningen)
- 1901: Order Królewski Korony (Prusy)
- 1905: Medal za Sztukę i Naukę (Saksonia-Altenburg)
- 1906: Order Orła Czerwonego z Kokardą (Prusy)
- 1909: Krzyż Kawalerski Orderu Domowego Ernestyńskiego

## Lista instrumentów
| Rok       | Miejscowość                             | Objekt                                                                                                   | Zdjęcie | Manuały | Głos        | Opus                                                            | Uwagi |
| --------- | --------------------------------------- | --- | ------- | ------- | ----------- | --------------------------------------------------------------- | --- |
| 1852      | Lychen                                  | Kościół św. Jana                                                                                         |         | 1+P     | 13          |                                                                 | Wspólnie z ojcem Ernestem. Prace restauracyjne w latach 1999–2003 wykonane przez firmę Scheffler. |
| 1853      | Rechlin                                 | Kościół św. Jana                                                                                         |         | 1+P     | 5           |                                                                 | Najstarsze dzieło Wilhelma Sauera, które przetrwało do dzisiaj. Zleceniodawcą był Carl Peter Johann von Le Fort. Instrument oddano do użytku dnia 08.09.1853. W roku 1900 rozbudowany przez Carla Börgera. Prace restauracyjne w latach 1995–2003 wykonane przez firmę Scheffler.                                                                                            |
| 1854      | Friedland                               | Kościół Matki Boskiej                                                                                    |         | 3+P     | 30          |                                                                 | Wspólnie z ojcem Ernestem z wykorzystaniem barokowego prospektu firmy Baumann und Richter. W roku 1934 zastąpione nowym instrumentem także firmy Sauer, w dotychczasowym prospekcie. |
| 1855      | Badresch                                | Kościół wiejski                                                                                          |         | 1+P     | 9           |                                                                 | Zlecenie z maja 1855. Zakończenie prac w sierpniu 1855. Brak wszystkich metalowych piszczałek. |
| 1861      | Sowieck                                 | Kościół Litewski                                                                                         |         | 2+P     | 22          |                                                                 | Pierwszy instrument o dużych gabarytach. W latach 1945–1952 wraz z kościołem zniszczony. |
| 1864      | Kwidzyn                                 | Katedra                                                                                                  |         | 3+P     | 49          | 94                                                              | W roku 1917 piszczałki prospektowe zostały skonfiskowane. W roku 1945 zostały skonfiskowane wszystkie metalowe piszczałki. W latach 1958 i 1972-1974 nastąpiły liczne przebudowy. Planowana jest rekonstrukcja oryginału. |
| 1869      | Berlin                                  | Kościół św. Tomasza                                                                                      |         | 4+P     | 52          | 95                                                              | Rozebrano ze względu na zniszczenia wojenne (1944). W roku 1970 rekonstrukcja instrumentu wykonana przez firmę Rudolf von Beckerath (2+P;25). |
| 1870      | Polessk                                 | Kościół parafialny                                                                                       |         |         |             |                                                                 | Zniszczony w 1945 r. |
| 1872      | Döbberin                                | Kościół wiejski                                                                                          |         | 1+P     | 8           | 235                                                             | Mechaniczna wiatrownica. |
| 1874      | Doberlug-Kirchhain                      | Kościół klasztorny                                                                                       |         | 2+P     | 26          | 209                                                             | Mechaniczne wiatrownice. |
| 1874      | Sorkwity                                | Kościół wiejski                                                                                          |         | 2+P     | 14          | 212                                                             | Instrument w złym stanie. |
| 1876      | Bydgoszcz                               | Kościół Świętych Apostołów Piotra i Pawła                                                                |         | 3+P     | 43          | 234                                                             | |
| 1878–1879 | Frankfurt nad Odrą                      | Kościół ewangelicki p.w. św. Gertrudy                                                                    |         | 3+P     | 36          | 248                                                             | Mechaniczne wiatrownice. |
|           | Gdańsk                                  | Kaplica ewangelicka sióstr Diakonis przy Szpitalu Diakonis (obecnie Szpital Wojewódzki im. M. Kopernika) |         | 1+P     | 5           |                                                                 | Obecnie instrument znajduje się w kościele pw. Bożego Ciała w Gdańsku (Polskokatolickim) Stan instrumentu: Do remontu. |
| 1882      | Szprotawa                               | Kościół Wniebowzięcia Najświętszej Maryi Panny                                                           |         | 2+P     | 27          | 335                                                             | W roku 1917 oddano na cele wojenne wszystkie piszczałki prospektowe. Instrument w bardzo złym stanie. |
| 1883      | Wernigerode                             | Kościół Matki Boskiej                                                                                    |         | 2+P     | 30          | 401                                                             | Instrument został integrowany w barokowy prospekt z lat 1765–1783. |
| 1884      | Kostebrau                               | Wiejski kościół                                                                                          |         | 1+P     | 7           | 419                                                             | Instrument został przeniesiony z ewangelickiego kościoła w Klettwitz. |
| 1884      | Petersburg                              | Konserwatorium                                                                                           |         | 2+P     | 8           | 432                                                             | W roku 1970 instrument przeniesiono do miasta Puszkin, do gimnazjum imienia Achmatowej. Organy te są jednym z dwóch jeszcze istniejących w Rosji instrumentów Wilhelma Sauera. |
| 1885–1886 | Eickel                                  | Kościół św. Jana                                                                                         |         | 2+P     | 33          |                                                                 | Cena instrumentu to 12.000 marek. W roku 1911 wiatrownica została wymieniona na elektryczną. Organy zostały zniszczone wskutek działań wojennych 12 kwietnia 1944 r. |
| 1886      | Czerniachowsk                           | Kościół Lutra                                                                                            |         |         |             |                                                                 | Instrument został integrowany w barokowy prospekt Johanna Preußera. Zniszczony w roku 1945. |
| 1887      | Laer (Bochum), Frankfurt nad Menem      | Kościół ewangelicki we Frankfurcie-Griesheim                                                             |         | 2+P     | 28          | 475                                                             | Organy zostały zbudowane w roku 1887 dla kościoła ewangelickiego w dzisiejszej dzielnicy Bochum Laer. W 1974 kościół został wyburzony, a instrument rozebrany i przechowany w magazynie. W 1995 roku organy zostały na nowo złożone w kościele ewangelickim we Frankfurcie.                                                                                                  |
| 1888      | Getynga                                 | Kościół św. Mikołaja                                                                                     |         | 2+P     | 23          |                                                                 | Organy przetrwały częściowo do dzisiejszych czasów. W XX w. zostały poddane barokizacji i ponownie restaurowane. |
| 1885–1889 | Lipsk                                   | Kościół św. Tomasza                                                                                      |         | 3+P     | 63          | 501                                                             | W roku 1908 ilość głosów została poszerzona do 88. |
| 1889      | Amsterdam                               | Bazylika św. Mikołaja                                                                                    |         | 3+P     | 40          | 505                                                             | |
| 1890      | Jasień (Gassen)                         | Kościół pod wezwaniem Matki Bożej Różańcowej                                                             |         | 2+P     |             |                                                                 | [ 4 ] |
| 1890      | Bralitz                                 | Kościół wiejski                                                                                          |         | 2+P     | 13          | 530                                                             | Instrument przetrwał w dużym stopniu do dzisiaj. W latach 2014–2015 został poddany renowacji podczas której doprowadzono go do pierwotnego stanu. |
| 1891      | Mühlhausen/Thüringen                    | Kościół Najświętszej Maryi Panny                                                                         |         | 3+P     | 54          | 544                                                             | Początkowo instrument posiadał 61 głosów. |
| 1891      | Barneberg                               | Kościół Pokoju                                                                                           |         | 2+P     | 19          |                                                                 | Prospekt neogotycki. |
| 1891      | Sieversdorf                             | Kościół wiejski                                                                                          |         | 1+P     | 6           | 557                                                             | |
| 1892      | Berlin                                  | Kościół garnizonowy                                                                                      |         | 3+P     | 70          | 13. April 1908 Zerstörung durch Brand der Kirche                | Instrument spłonął podczas pożaru kościoła 13 kwietnia 1908 r. |
| 1892      | Luckenwalde                             | Kościół św. Józefa                                                                                       |         | 2+P     | 11          | 569                                                             | |
| 1893      | Berlin                                  | Kościół Zbawiciela                                                                                       |         | 2+P     | 29          |                                                                 | |
| 1894      | Apolda                                  | Kościół Lutra                                                                                            |         | 3+P     | 47          | 620                                                             | |
| 1894      | Saalfeld/Saale                          | Kościół św. Jana                                                                                         |         | 3+P     | 49          | 624                                                             | W roku 1894 budowa nowego instrumentu w tyle historycznego prospektu Johanna Georga Fincke i stolarza Georga Ziegenspecka z lat 1709-1714. Przebudowa organów przez firmę Sauer w roku 1932. W latach 1993–1996 Firma Rösel & Hercher Orgelbau restauruje instrument i przywraca mu stan z roku 1932.                                                                        |
| 1894      | Brema                                   | Katedra Świętego Piotra                                                                                  |         | 3+P     | 65          |                                                                 | W latach 1926 i 1939 rozbudowa instrumentu przez firmę W. Sauer Orgelbau. Dzisiaj 4+P;98. |
| 1894–1895 | Charlottenburg                          | Kościół Pamięci Cesarza Wilhelma                                                                         |         | 4+P     | 93          | 660                                                             | W roku 1920 rozbudowa instrumentu przez firmę W. Sauer Orgelbau; 103 głosy. Instrument wraz z kościołem zniszczony podczas bombardowania w 1943 r. |
| 1895      | Gehren                                  | Kościół parafialny                                                                                       |         | 2+P     | 23          | 661                                                             | Wiatrownica pneumatyczna. |
| 1895-1896 | Poczdam, dzielnica Przedmieście Nauaner | Kościół ewangelicki                                                                                      |         | 2+P     | 16          |                                                                 | 1896: poszerzenie wcześniejszego instrumentu o drugi manuał i dodatkowe głosy; 1933: ponowne poszerzenie instrumentu do 28 głosów przez firmę Schuke; 2010: organy Sauera znajdują się w stanie niepozwalającym na remont, firma Schuke otrzymuje zlecenie budowy nowego instrumentu. Prace rozpoczynają się w roku 2011. Poświęcenie organów odbywa się we wrześniu 2019 r. |
| 1896      | Berlin                                  | Bazylika św. Jana                                                                                        |         | 2+P     | 38          | 704                                                             | Wiatrownica pneumatyczna. Drobne przeróbki w roku 1950. Prace restauracyjne w rooku 2011. |
| 1897      | Golzow, Barnim                          | Kościół wiejski                                                                                          |         | 2+P     | 15          |                                                                 | Wiatrownica mechaniczna. W roku 1911 przebudowa wykonana przez firmę Sauer. Po drugiej wojnie światowej większość piszczałek została rozgrabiona, a części mechaniczne zniszczone. W latach 1993−1994 organy zostały zrekonstruowane przez firmę Fahlberg. Podczas prac wykorzystano kilka głosów z kościoła św. Jana w Brandenburgu nad Hawelą.                             |
| 1898      | Wuppertal-Elberfeld                     | Kościół cmentarny                                                                                        |         | 2+P     | 30          | 731                                                             | Częściowa renowacja w roku 1995. |
| 1898      | Markgrafpieske                          | Kościół wiejski                                                                                          |         | 2+P     | 14          | 752                                                             | Parafia zapłaciła za instrument 4412 marek. |
| 1898      | Moskwa                                  | Katedra Piotra i Pawła                                                                                   |         | 3+PP    | 33          | 755                                                             | W roku 2006 instrument został odrestaurowany przez Reinharda Hüfgena. |
| 1898      | Gusiew                                  | Kościół Staromiejski                                                                                     |         |         | 36          |                                                                 | Instrument wbudowany w barokowy prospekt został zniszczony w roku 1945. |
| 1898      | Welt                                    | Kościół św. Michała                                                                                      |         | 2+P     | 14          | 760                                                             | Instrument wbudowano w prospekt z lat 1750-1780. W latach 2001–2007 nastąpiła renowacja. Wykonawcą była firma Scheffler. |
| 1899      | Erbach                                  | Kościół ewangelicki                                                                                      |         | 2+P     | 19          | 793                                                             | Prospekt z roku 1725 wykonany przez Johanna Nikolausa Schäfera. Traktura pneumatyczna. Instrument zachował się do dziś w stanie oryginalnym. Wymieniono tylko dmuchawę elektryczną i piszczałki prospektowe. Ostatnia renowacja nastąpiła w roku 1999. |
| 1899      | Neuendorf koło Poczdamu                 | Kościół Betlejemski                                                                                      |         |         | 15          |                                                                 | Prospekt wykonała firma Gustav Kunzsch z Wernigerode. Kościół, mocno uszkodzony w wyniku działań wojennych, został w roku 1952 wysadzony w powietrze. |
| 1901      | Frankfurt nad Odrą                      | Kościół Świętego Krzyża                                                                                  |         | 3+P     | 46          | 860                                                             | Instrument zachował się do dziś w stanie prawie nie zmienionym. Wiatrownice pneumatyczne. |
| 1901      | Essen                                   | Kościół ewangelicki w dzielnicy Katernberg                                                               |         | 2+P     | 29          | 846                                                             | Firma Voigt dokonała renowacji w latach 2007-2017. |
| 1902      | Drezdenko                               | Kościół Przemienienia Pańskiego                                                                          |         | 2+P     | 30          | 869                                                             | Pneumatyczne wiatrownice. Prospekt został wykonany przez Gustava Kunzscha. W roku 1917 zarekwirowany zostały piszczałki prospektowe. Utrata głosu Klarnet 8'. Renowacja w latach 2006–2007 oraz rekonstrukcja utraconych głosów przez firmę Cepka. |
| 1902      | Haberberg (Królewiec)                   | Kościół Trójcy Świętej                                                                                   |         | 3+P     | 50          | in Barockprospekt von Casparini, 1945 zerstört                  | Instrument został wkomponowany w barokowy prospekt Adama Gottloba Caspariniego. Zniszczony w 1945 r. |
| 1902      | Rheydt                                  | Centralny kościół ewangelicki w Rheydt                                                                   |         | 3+P     | 40          | 864                                                             | Pneumatyczne wiatrownice. Renowacja w latach 1985–1986 przez firmę Karl Schuke Berliner Orgelbauwerkstatt. W roku 2012 ponowna intonacja wykonanaa przez Matthiasa Wagnera z holenderskiej firmy Verschueren Orgelbouw. |
| 1902–1903 | Bad Harzburg                            | Kościół Lutra                                                                                            |         | 3+P     | 40          | 891                                                             | Początkowo 2+P/29; 21 głosów zrekonstruowała firma Christian Scheffler w latach 1997–2001; instrument został rozbudowany, przy czym nowe fragmenty dopasowano do oryginalnego stylu Wilhelma Sauera. |
| 1903      | Sopot (Zoppot)                          | Kościół NMP Wniebowziętej - "Gwiazdy morza"                                                              |         | 2+P     | 20 + koppel | 880                                                             | Instrument nie przetrwał do czasów współczesnych. Został rozebrany w latach 80. XX w. |
| 1903      | Altglietzen                             | Kościół wiejski                                                                                          |         | 2+P     | 20          | 882                                                             | Instrument wbudowano w prospekt Johanna Gottlieba Landowa z roku 1835. |
| 1903      | Bornim                                  | Kościół wiejski                                                                                          |         | 2+P     | 13          |                                                                 | |
| 1903      | Mirbach                                 | Kaplica Zbawiciela                                                                                       |         |         | 6           | Schenkung anlässlich der Erbauung durch die Familien v. Mirbach | Darowizna rodzin von Mirbach. |
| 1903      | Neuhaus                                 | Kościół Trójcy Świętej                                                                                   |         | 2+P     | 13          |                                                                 | |
| 1904      | Lipsk                                   | Kościół św. Michała                                                                                      |         | 3+P     | 47          | 902 Romantische Disposition; nahezu vollständig erhalten.       | Dyspozycja romantyczna. Instrument zachowany do dzisiaj w prawie niezmienionym stanie. |
| 1904      | Dorstfeld                               | Kościół ewangelicki                                                                                      |         | 3+P     | 40          | 915                                                             | Instrument znajduje się od roku 2020 w ewangelickim kościele w Gronau (Westf.). Dyspozycja romantyczna. Organy zachowane w niezmienionym stanie. |
| 1905      | Berlin                                  | Katedra                                                                                                  |         | 4+P     | 113         |                                                                 | Swego czasu intrument był uznawany za największe organy Niemiec. |
| 1905      | Altenburg                               | Kościół parafii ewangelickiej                                                                            |         | 3+P     | 50          | 930                                                             | W latach 1927–1937 oraz 1943 dyspozycja instrumentu została zmieniona. W latach 1990–2006 przywrócono go do stanu pierwotnego. |
| 1905      | Fulda                                   | Kościół św. Ducha                                                                                        |         | 2+P     | 16          | 945                                                             | W roku 1990 instrument został przywrócony do stanu oryginalnego z 1905 r. |
| 1906      | Klasztor Neuzelle                       | Kościół NMP                                                                                              |         | 2+P     | 24          | 981                                                             | W roku 2001 firma Christian Scheffler wykonała rekonstrukcję instrumentu. |
| 1907      | Klettwitz                               | Kościół ewangelicki                                                                                      |         | 2+P     | 12          | 970                                                             | |
| 1907      | Żary                                    | Kościół ewangelicki                                                                                      |         | 4       |             |                                                                 | W 1953 przeniesione do Bazyliki Katedralnej Wniebowzięcia NMP w Płocku |
| 1908      | Lutherviertel                           | Kościół Lutra                                                                                            |         | 3+P     | 50          | 1011                                                            | W roku 1938 dyspozycja instrumentu została zmieniona. Renowacji dokonał w latach 2006–2007 Christian Scheffler. |
| 1908      | Poczdam                                 | Kościół św. Mikołaja                                                                                     |         | 3+P     | 49          |                                                                 | Organy zostały zniszczone wskutek działań wojennych w roku 19945. |
| 1908      | Bad Homburg vor der Höhe                | Kościół Zbawiciela                                                                                       |         | 3+P     | 56          | 1020                                                            | Dźwięk tzw. fernwerku wydobywa się przez rozetę w sklepieniu prezbiterium. Organy były restaurowane w roku 1993. Jednocześnie instrument został rozszerzony o dodatkowy manuał i 12 głosów. |
| 1909      | Bad Salzungen                           | Kościół parafialny                                                                                       |         | 3+P     | 41          | 1025                                                            | Instrument został skonstruowany według pomysłu Maxa Regera. Renowacji dokonano w latach 1994 i 2000. |
| 1910      | Jerozolima                              | Kościół Wniebowstąpienia                                                                                 |         | 2+P     | 24          | 1910                                                            | Instrument został zbudowany jednocześnie wraz z kościołem ze środków Fundacji Auguste Victoria. W oryginalnym stanie przetrwał praktycznie do naszych czasów. Jest to jedyny niemiecki instrument w Palestynie. |
| 1910      | Schönbeck                               | Kościół wiejski                                                                                          |         | 1+P     | 8           | 1097                                                            | Organy były prezentem Wilhelma Sauera dla wspólnoty parafialnej, z której pochodził. Jednocześnie był to ostatni instrument, zbudowany pod jego przewodnictwem, tuż przed sprzedażą firmy. Nowym właścicielem został Paul Walcker. Dyspozycja instrumentu została w latach zmieniona 1951. Renowacji organów dokonała w roku 2005 firma Sauer.                               |
| 1910      | Görlitz                                 | Hala miejska                                                                                             |         | 4+P     | 71          | 1100                                                            | Organy koncertowe. Czwarty manuał służy jako fernwerk. Pneumatyczne witrownice. Instrument w stanie niezmienionym przetrwał do dzisiaj. |
| 1923      | Gliwice                                 | Kościół św. Michała Archanioła                                                                           |         | 2+P     | 16          | 1263                                                            | Początkowo własność prywatna we Wrocławiu. Do Gliwic instrument został sprowadzony po drugiej wojnie światowej. Stół gry znajduje się po lewej stronie. Stan instrumentu bardzo dobry. |